# پرورش اخلاقی
پرورش اخلاقی (انگلیسی: Moral development) متمرکز است بر پیدایش و دگرگونی و فهم اخلاق از طفولیت تا بلوغ. اخلاق، در قلمرو پرورش اخلاقی، به منزله اصولی تعریف می‌شود برای اینکه افراد با توجه به عدالت و رفاه و حقوق دیگران چگونه باید با یکدیگر رفتار کنند. برای پژوهیدن چگونگی درک افراد از اخلاق، لازم است که باورها و عواطف و نگرشها و رفتارهایی از آنان را که به فهم اخلاقی مساعدت می‌کنند، ارزیابی شوند. قلمرو پرورش اخلاقی، نقش همسالان و والدین را در تسهیل پرورش اخلاقی، نقش وجدان و ارزش‌ها را، جامعه‌پذیری و تأثیرات فرهنگی را، همدلی و نوع‌دوستی را، پرورش مثبت‌نگر را می‌پژوهد. علاقه به اخلاق، بسیاری از رشته‌ها (مثلاً فلسفه، علم اقتصاد، زیست‌شناسی، علوم سیاسی) و تخصصها در روان‌شناسی (مثل روان‌شناسی اجتماعی، روان‌شناسی شناختی، روان‌شناسی فرهنگی) را دربرمی‌گیرد. تمرکز پژوهش روان‌شناسی پرورش اخلاقی، بر منشأها و دگرگونی در اخلاق در طول حیات است.